# Eth (Norte)
Eth é uma comuna francesa na região administrativa de Altos da França, no departamento do Norte. Estende-se por uma área de 2.84 km². Em 2010 a comuna tinha 350 habitantes (densidade: 123,2 hab./km²).